# Kristin Merscher
Kristin Merscher (* 17. August 1961 in Frankfurt am Main) ist eine deutsche Pianistin und Hochschullehrerin.

## Leben
Bereits im Alter von acht Jahren wurde sie Schülerin von Karl-Heinz Kämmerling an der Musikhochschule in Hannover. Ab 1977 studierte sie am Pariser Konservatorium bei Pierre Sancan und (von 1980 bis 1982) bei György Sebők an der Indiana University in Bloomington (USA). Sie konzertierte unter anderem gemeinsam mit dem London Symphony Orchestra, dem Amsterdam Philharmonic Orchestra und den Münchner Philharmonikern. Als Solistin trat sie in ganz Europa, Nordamerika und Fernost auf. Neben Produktionen für Rundfunk und Fernsehen spielte sie Klavierkonzerte mit verschiedenen Orchestern, Solorepertoire und Kammermusik ein, unter anderem mit der Cellistin Maria Kliegel. Seit 1990 ist sie Professorin für Klavier an der Hochschule für Musik Saar in Saarbrücken und derzeit auch Dekanin des Fachbereichs I „Bühne und Konzert“.

## Ausgewählte Diskographie
- Johannes Brahms: Cellosonaten Opus 38, 78 und 99. Maria Kliegel, Cello. Kristin Merscher, Klavier. Naxos CD (1993).
- Felix Mendelssohn Bartholdy: Cellosonaten Nr. 1 und 2; Variations Concertantes Opus 17; Lied ohne Worte D-Dur Opus 109. Maria Kliegel, Cello. Kristin Merscher, Klavier. Naxos CD (1994).
- Felix Mendelssohn Bartholdy: Klavierkonzerte Nr. 1 g-moll und Nr. 2 d-moll. Kristin Merscher, Klavier. Mozarteum-Orchester Salzburg (Leitung: Leopold Hager). Ariola-Eurodisc LP (1979).
- Robert Schumann: Fantasiestücke Opus 73, Stücke im Volkston Opus 102, Adagio und Allegro As-Dur Opus 70. Franz Schubert: Sonate für Arpeggione und Klavier a-moll D 821. Maria Kliegel, Cello. Kristin Merscher, Klavier. Naxos CD (1993).
- Robert Schumann: Papillons Opus 2; Carnaval Opus 9. Kristin Merscher, Klavier. Eurodisc LP (1982).
- Richard Strauss: Burleske d-moll. Robert Schumann: Introduktion und Allegro appassionato G-Dur Opus 92. Felix Mendelssohn Bartholdy: Rondo brillant Es-Dur Opus 29. Kristin Merscher, Klavier; Radio-Symphonie-Orchester Berlin (Leitung: Marek Janowski). Eurodisc LP (1981).
- Johann Sebastian Bach: Chromatische Fantasie und Fuge BWV 902. Menuett 1 & 2 aus der Partita B-Dur. Ludwig van Beethoven: Sonate E-Dur op. 109. Frédéric Chopin: Ballade g-Moll Opus 23. Franz Liszt: Sonata quasi una fantasia „Après une lecture de Dante“. Kristin Merscher, Klavier. Leico Records CD (1998).
- Die Kuhn-Orgel der Philharmonie Essen. Werke von César Franck, Julius Reubke, Sigfrid Karg-Elert, Guy Bovet und Daniel Roth. Christian Schmitt, Orgel. Kristin Merscher, Klavier. Organpromotion CD (2008).